# Milford (Michigan)
Milford – wieś w hrabstwie Oakland, w stanie Michigan, w USA. Według danych z 2010 roku Milford zamieszkiwało ponad 6 tys. osób.

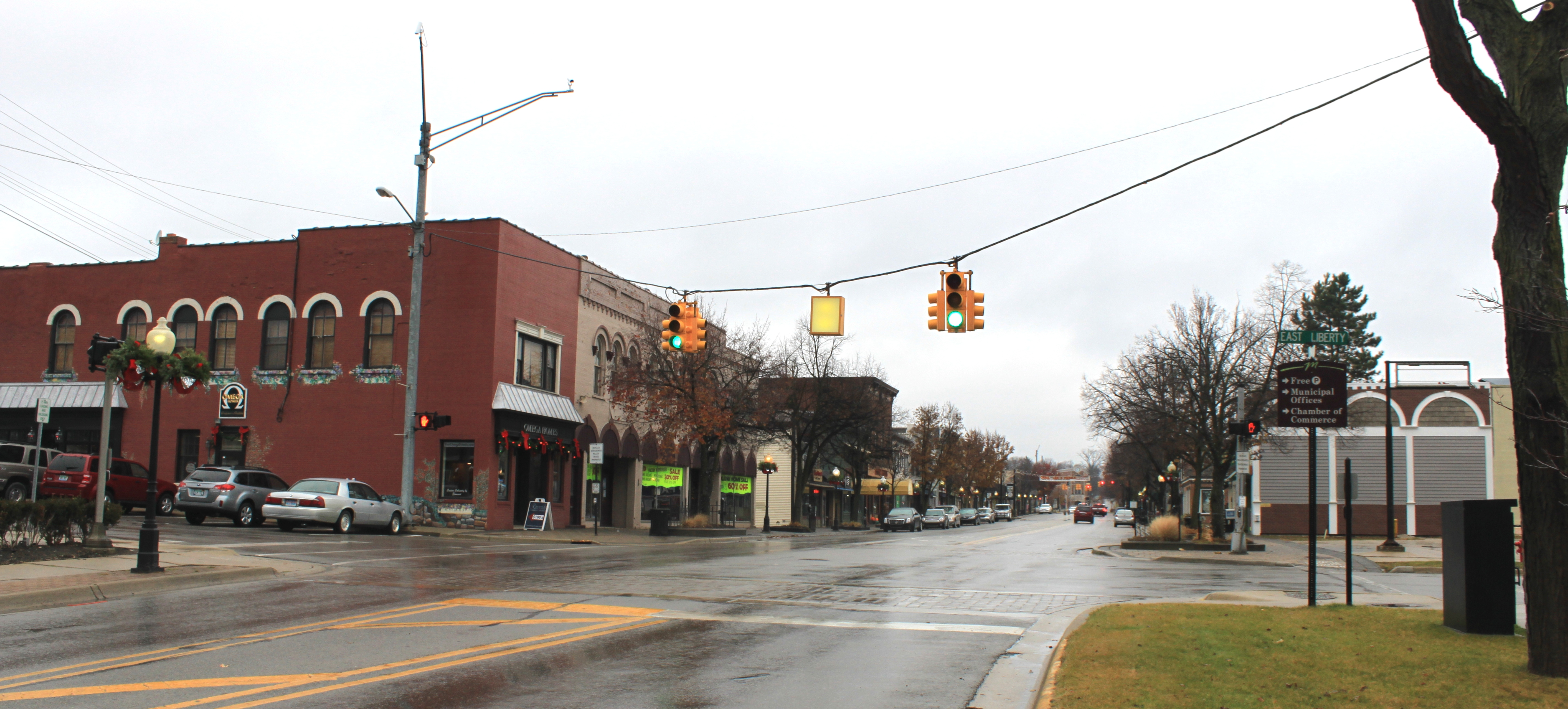
Główna ulica w centrum Milford